# 魔法使いディノン
『魔法使いディノン』（まほうつかいディノン）は日本のゲームブック。全2巻。著者は門倉直人、イラストは佐藤道明。
1987年にハヤカワ文庫から刊行された。早川書房が当時展開していた「ハヤカワ・ゲームブック」の第3 - 4弾にあたる。
2000年代に入ると、創土社が展開するアドベンチャーゲームノベルから復刊される予定が公表されたが、実際の復刊は2014年に新紀元社から行われた。

## 制作背景
門倉直人が1984年に制作した、初の日本製ファンタジー・テーブルトークRPG『ローズ・トゥ・ロード』と同じ、架空世界「ユルセルーム」を舞台としている。より正確に述べると『ローズ・トゥ・ロード』は、門倉が以前から独自に創作していたユルセルームの設定に基づいてデザインされたものであり、いずれその世界を舞台とした物語が小説として発表されるだろうとユーザーに予想されていた。しかし実際の形態はゲームブックだったのである。
本シリーズでは、異世界ユルセルームの不思議な雰囲気を存分に感じられる。特に魔法に関しては、呪文ひとつで行使できる安直な超能力ではなく、心の中のイメージを正しく解釈し、正しい手順に則って解放しなければならないという、まさに神秘の力として扱われている。

## 内容

### ミスティックマーク
ゲーム進行のフラグ管理手段であるミスティックマークは、単なる記号ではなく、それ自体が物語の内容に直接関わるミステリアスな意味を持っている。例として公開された情報を挙げる。
- A - 大気の妖精フィリオンとの感情。
- C - 魔力からの影響。
- P - 魔力への抵抗力。

これは「満員電車の中でも遊べる奥深いゲームブック」を理想形のひとつとする門倉が、読者に無味乾燥で退屈な記入作業を強いるのを避けるため、記号の謎を解き明かす楽しみをシステムに組み込んだためである。実際、読者が記号の意味を考察しはじめると、ほしいマークを獲得し不要なマークを避けるヒントが作中で与えられるようになっている。なお、マーク群の中にダミーを混ぜておけばゲームシステムの完成度は高くなるのだが、その反面「退屈な作業」の量も増すため、そうした手法は避けられている。読者から著者に寄せられた意見には、ほぼ必ずミスティックマークの意味についての考察が含まれていたため、門倉はおおむね狙い通りの効果を得られたとしている。

### パラグラフ
作中のパラグラフは、曖昧な表現のものと詳細な描写がなされるものとに明確に区別されている。たとえば、相反する2つの魔力を抱えた主人公ディノンをさいなむ苦しみは、さまざまな場所のさまざまな環境で発生し得る。そのため、この苦しみを描写したパラグラフで状況を詳細に叙述すると、前後の内容と食い違いを生じる恐れがある。よって、このようなパラグラフでは意図的に表現を曖昧にすることで、多様なパラグラフに矛盾なく接続できるようにしている。
またこの使い分けは、総パラグラフ数を抑えつつ物語を膨らませるという、もうひとつの効果を生んだ。読者たちは「曖昧パラグラフ」を共用する一方で、「詳細パラグラフ」については自らの判断で選び、そして各々のやり方で収集したミスティックマークに応じた結末に至る。パラグラフの数は少なくても、その組み合わせ方を工夫することによって、内容を充実させ多様な展開を生むことができるのである。読者の感想には「当初はパラグラフの少なさに不安を覚えたが、終わってみれば読みごたえがあって驚いた」というものがいくつかあった。
1つのパラグラフあたりの文章はかなり長く、選択肢は物語の展開を大きく左右する箇所に限られている。これは読書中の没入感を損なわないようにするための措置であり、また前述したように記入作業の負担を減らすためでもある。だがその代償として細々とした行動選択を盛り込めなくなっているため、読者の中には「もっと買い物がしたい」「お金の使い道が少ない」という不満を抱く者もいた。

## 失われた体
【第1巻あらすじ】君は突然ユルセルームの世界に召喚され、別人の体に押し込められた。石室に幽閉された魔法使いが、脱出を阻む呪法の対象外である異世界人の体を欲したのだ。いまや魔法使いディノンとして生きることになった君は、自分の体を乗っ取った男を追う旅に出る。
パラグラフあたりの文章は、第2巻に比してさらに長い。それまでのゲームブックのパラグラフには状況説明的な傾向があったのに対し、本作品の描写は小説並であり、またヒントとなる魔法のイメージがかもし出す強い独自性と絡んで、選択肢のひとつひとつが重みを帯びている。基本となる登場人物は主人公のほかにNPCが2名で、人数を最小限に抑えることによって、対人関係を奥深く描く余地を生んでいる。作品全体を覆う暗い雰囲気の中で、登場人物たちの掛け合いが救いとなっている。
ゲームブックにおける感情描写に挑戦しようという著者の意図に基づき、体を交換されるという状況を考慮して、主人公のディノンは男性とされている。とある女性読者は、ディノンが中性的に描かれている第2巻に対して、男性らしさが表に出ている第1巻には違和感を覚えたと述べている。こうした男女の違いは別としても、冒頭で読者自身が作品世界に引き込まれるという手法をとる本作品は、主人公の言動に対して読者が「自分ならこんなことは言わないのに」と、かえって感情移入しづらくなる可能性を帯びている。ただし全体の完成度の高さに比べれば、ごく些細な欠点に過ぎない。
シリーズ全2巻の中では、この第1巻の人気が圧倒的に高い。

## 闇と炎の狩人
【第2巻あらすじ】ユルセルームに取り残されたディノンに、人間の "心の影" に潜む悪しき存在ザーゴンが支配の手を伸ばしてきた。ディノンはザーゴンの宿主を捜して、陰謀渦巻くハバン邸に侵入する。
人間を捜索の対象とする、ミステリーの要素が導入されている。第1巻よりも登場人物が増えたため、主人公一行の描写は抑えられている。また、最後にはおまけとして「明かされない謎」が収録されている。
前作に比べて選択肢の重みが削がれている反面、主人公と読者の関係を究めようというテーマが打ち出されている。途上はともかく結末は感動的だが、少々唐突な終わり方であり、「明かされない謎」も含めて作者の独りよがりではないかという指摘もある。ただしこれもまた、欠点としてはごく些細なものでしかない。
システムが第1巻より洗練されているにもかかわらず評価が落ち込んだことから、読者が求めていたのは凝ったパズルではなく、多彩な冒険物語であることを再認識したと門倉は語っている。

## 書誌情報
早川書房〈ハヤカワ文庫〉版
1. 『失われた体』1987年2月。ISBN 4-15-090003-5
2. 『闇と炎の狩人』1987年3月。ISBN 4-15-090004-3

新紀元社版
1. 『失われた体』2014年9月21日。ISBN 978-4-7753-1300-8
2. 『闇と炎の狩人』2014年12月5日。ISBN 978-4-7753-1306-0